# 比爾穆卡德姆區

35°22′21″N 7°48′27″E / 35.37250°N 7.80750°E
比爾穆卡德姆區（阿拉伯语：‎），是阿爾及利亞的行政區，位於該國東北部，由泰貝薩省負責管轄，首府設於比爾穆卡德姆，面積842平方公里，2008年人口38,470，人口密度每平方公里46人。